# Mycoëmilia scoparia
Mycoëmilia scoparia är en svampart som beskrevs av Kurihara, Degawa & Tokum. 2004. Mycoëmilia scoparia ingår i släktet Mycoëmilia och familjen Kickxellaceae.   Inga underarter finns listade i Catalogue of Life.